# Linkinhorne
Linkinhorne is een civil parish in het Engelse graafschap Cornwall. In 2001 telde de civil parish 1471 inwoners. De civil parish telt 45 monumentale bouwwerken, waaronder boerderijen, bruggen, mijlpalen en kerken. De aan de Bretonse heilige Melor gewijde dorpskerk werd eind vijftiende eeuw gebouwd en heeft een opvallend robuuste toren. Ook enkele industriële bouwwerken uit de negentiende eeuw hebben een vermelding op de Britse monumentenlijst.
Linkinhorne zelf staat niet vermeld in het Domesday Book van 1086, maar wel het gehucht Rillaton, dat thans deel uitmaakt van de civil parish. Er werd melding gemaakt van een bevolking van 51 huishoudens en akkerland dat 15 ploegen groot was.